# John Kendrew
John Cowdery Kendrew (Oxford, 24 de março de 1917 — Cambridge, 23 de agosto de 1997) foi um químico britânico.
Conjuntamente com Max Ferdinand Perutz, foi agraciado com o Nobel de Química de 1962 devido aos seus estudos sobre a estrutura das proteínas globulares.

## Pesquisa e carreira
Durante os anos de guerra, ele se interessou cada vez mais por problemas bioquímicos e decidiu trabalhar na estrutura das proteínas.

### Cristalografia
Em 1945, ele abordou Max Perutz no Laboratório Cavendish em Cambridge. Joseph Barcroft, um fisiologista respiratório, sugeriu que ele poderia fazer um estudo cristalográfico comparativo de proteínas da hemoglobina de ovelhas adultas e fetais, e ele deu início a esse trabalho.
Em 1947 ele se tornou um membro da Peterhouse; e o Conselho de Pesquisa Médica (MRC). Em 1954 ele se tornou um leitor no Laboratório Davy-Faraday da Royal Institution em Londres.

### Estrutura cristalina da mioglobina
Kendrew compartilhou o Prêmio Nobel de Química de 1962 com Max Perutz por determinar as primeiras estruturas atômicas de proteínas usando cristalografia de raios-X. Seu trabalho foi realizado no que hoje é o Laboratório MRC de Biologia Molecular em Cambridge. Kendrew determinou a estrutura da proteína mioglobina, que armazena oxigênio nas células musculares.

Em 1947, o MRC concordou em fazer uma unidade de pesquisa para o Estudo da Estrutura Molecular de Sistemas Biológicos. Os estudos originais eram sobre a estrutura da hemoglobina ovina, mas quando esse trabalho progrediu o máximo possível com os recursos então disponíveis, Kendrew embarcou no estudo da mioglobina, uma molécula com apenas um quarto do tamanho da molécula da hemoglobina. Sua fonte inicial de matéria-prima era coração de cavalo, mas os cristais assim obtidos eram pequenos demais para análise de raios-X. Kendrew percebeu que o tecido conservador de oxigênio dos mamíferos mergulhadores poderia oferecer uma perspectiva melhor, e um encontro casual o levou a adquirir um grande pedaço de carne de baleia do Peru. A mioglobina de baleia deu grandes cristais com padrões de difração de raios-X limpos. No entanto, o problema ainda permanecia intransponível, até que em 1953 Max Perutz descobriu que o problema de fase na análise dos padrões de difração poderia ser resolvido por substituição isomorfa múltipla - comparação de padrões de vários cristais; um proveniente da proteína nativa e outros que foram embebidos em soluções de metais pesados e tiveram íons metálicos introduzidos em diferentes posições bem definidas. Um mapa de densidade de elétrons com resolução de 6 angstrom (0,6 nanômetro ) foi obtido em 1957, e em 1959 um modelo atômico poderia ser construído com resolução de 2 angstrom (0,2 nm). 

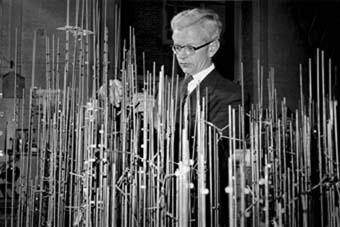
John Kendrew com modelo da mioglobina em progresso. Copyright do Laboratory of Molecular Biology in Cambridge, Inglaterra.

## Publicações
- Kendrew, JC (outubro de 1962). «The structure of globular proteins». Comparative Biochemistry and Physiology. 4 (2–4): 249–52. ISSN 0010-406X. PMID 14031911. doi:10.1016/0010-406X(62)90009-9
- Kendrew, JC (dezembro de 1961). «The three-dimensional structure of a protein molecule». Scientific American. 205 (6): 96–110. ISSN 0036-8733. PMID 14455128. doi:10.1038/scientificamerican1261-96
- Watson, HC; Kendrew, JC (maio de 1961). «The amino-acid sequence of sperm whale myoglobin. Comparison between the amino-acid sequences of sperm whale myoglobin and of human hemoglobin». Nature. 190 (4777): 670–2. Bibcode:1961Natur.190..670W. ISSN 0028-0836. PMID 13783432. doi:10.1038/190670a0
- Kendrew, JC; Watson, HC; Strandberg, BE; Dickerson, RE; Phillips, DC; Shore, VC (maio de 1961). «The amino-acid sequence x-ray methods, and its correlation with chemical data». Nature. 190 (4777): 666–70. Bibcode:1961Natur.190..666K. ISSN 0028-0836. PMID 13752474. doi:10.1038/190666a0
- Kendrew, JC (julho de 1959). «Structure and function in myoglobin and other proteins». Federation proceedings. 18 (2, Part 1): 740–51. ISSN 0014-9446. PMID 13672267
- Kendrew, JC; Bodo, G; Dintzis, HM; Parrish, RG; Wyckoff, H; Phillips, DC (março de 1958). «A three-dimensional model of the myoglobin molecule obtained by x-ray analysis». Nature. 181 (4610): 662–6. Bibcode:1958Natur.181..662K. ISSN 0028-0836. PMID 13517261. doi:10.1038/181662a0
- Ingram, DJ; Kendrew, JC (outubro de 1956). «Orientation of the haem group in myoglobin and its relation to the polypeptide chain direction». Nature. 178 (4539): 905–6. Bibcode:1956Natur.178..905I. ISSN 0028-0836. PMID 13369569. doi:10.1038/178905a0
- Kendrew, JC; Parris, RG (janeiro de 1955). «Imidazole complexes of myoglobin and the position of the haem group». Nature. 175 (4448): 206–7. Bibcode:1955Natur.175..206K. ISSN 0028-0836. PMID 13235845. doi:10.1038/175206b0
- Kendrew, JC; Parrish, RG; Marrack, JR; Orlans, ES (novembro de 1954). «The species specificity of myoglobin». Nature. 174 (4438): 946–9. Bibcode:1954Natur.174..946K. ISSN 0028-0836. PMID 13214049. doi:10.1038/174946a0
- Kendrew, JC (abril de 1949). «Foetal haemoglobin». Endeavour. 8 (30): 80–5. ISSN 0160-9327. PMID 18144277
- Kendrew, John C. (1966). The thread of life: an introduction to molecular biology. London: Bell & Hyman. ISBN 978-0-7135-0618-1